# Wilhelm de Weerth
Wilhelm de Weerth (* 27. Oktober 1866 in Elberfeld (heute Stadtteil von Wuppertal); † 5. Februar 1943) war ein deutscher Jurist, Manager, Politiker und Kirchenpolitiker.

## Leben
Wilhelm de Weerth wurde als Sohn des Bankiers August de Weerth geboren. Nach dem Abitur am Elberfelder Gymnasium im Jahre 1884 studierte er Rechtswissenschaften und wurde während seiner Studienzeit an der Universität Heidelberg wie sein Vater Mitglied des Corps Suevia. Nach seiner Promotion zum Dr. jur. trat er als Beamter in den höheren preußischen Verwaltungsdienst ein, aus dem er nach kurzer Zeit als Regierungsassessor ausschied, um Aufsichtsmandate in verschiedenen Banken und Versicherungsgesellschaften zu übernehmen. 1931 war er Aufsichtsratsvorsitzender der Nordstern und Vaterländischen Versicherungs-AG, der Rückversicherungsvereinigung und der Westdeutschen Bodenkreditanstalt. Außerdem war er Aufsichtsratsmitglied der Deutschen Bank und Disconto-Gesellschaft in Berlin, der Deutschen Central-Boden-Kreditanstalt, der Deutschen Hypothekenbank Meiningen, der Nordstern Lebensversicherung, der Concordia Lebensversicherung, der Schlesischen Feuerversicherung, der Silesia und der Schlesisch-Kölnischen Lebensversicherung.
De Weerth war Stadtverordneter in Elberfeld sowie in der Zeit von 1908 bis 1930 Mitglied im Provinziallandtag der preußischen Rheinprovinz für Elberfeld, der preußischen Generalsynode und des Rheinischen Provinzialkirchenrates, zudem von 1917 bis zu seinem Tode Vorsitzender des Bergischen Geschichtsvereins.
Als Genealoge schrieb er die Geschichte der Familie de Weerth. Der Niedersächsischen Staats- und Universitätsbibliothek Göttingen stiftete er eine Büchersammlung für niederländische Rechts- und Staatslehre und niederländisches Kirchenrecht. Er war der Bauherr der heute unter Denkmalschutz stehenden Villa de Weerth in Wuppertal-Elberfeld.

## Auszeichnungen
Wilhelm de Weerth war Ehrenbürger und Ehrendoktor der Theologie der Universität Bonn.